# Hanne Ørvad
Hanne Ørvad (1945) is een Deense componist en zangeres. Zij is getrouwd met Timme Ørvad, eveneens componist
Ørvad verkreeg haar opleiding aan het Koninklijk Conservatorium van Denemarken vooralsnog eerst als zangeres. Zij zong in het Deens Kamerkoor en het kamerkoor van de Deense Omroep. Sinds 1989 componeert ze ook, daarbij gaat zij uit van de menselijke stem. Ze is daarin autodidact. Veel van haar composities zijn dan ook voor koor of solozanger, maar langzamerhand schreef ze ook werken waarbij muziekinstrumenten ingeschakeld zijn.
In 2008 volgde een eerste compact disc volledig gewijd aan haar muziek. Dacapo gaf een vijftal werken uit in het kader van de vastlegging van Deense cultuurmuziek. Ze schrijft soms eigen teksten, soms zijn haar composities toonzettingen van andermans werken.
Sommige van haar werken zijn gecomponeerd voor accordeon; haar zoon Adam Ørvad is accordeonist.

## Oeuvre

### Koormuziek
- 1991: Vinterorgel (Winterorgel)
- 1992: Kornell
- 1993: Natten om Månens Sange
- 1996: Vega
- 1996: Sangenes Have
- 1997: Skaelven
- 1998: Junker Jakobs List
- 1999: Nordlys Nocturne
- 2001: Natthymlen
- 2001: Paschalhymn (Paashymne)
- 2001: Tale of the Tree (trae-studie I)
- 2003: Threna
- 2003: Audie Caelum

### Kamermuziek
- 1990: Serale
- 1993: Rorsangere
- 1994: Regnlys
- 1994: Lovsange
- 1995: Silkesnor
- 1995: Cascade
- 1997: Bjergtagen
- 1997: Lissabon revisited
- 1997: Laminaria
- 1998: Nocturne
- 2002: Coloreed (voor rietblazers)
- 2004: A poem of Earth
- 2005: Meditation on St. Anselm’s Prayer
- 2006: Rose flamande
- 2007: Spiral (voor blokfluit en accordeon)

### Liederen
- 1990: Marienglas
- 1990: Siv Maria-viser
- 1990: Maria i Rosengård
- 1993: Maria I naturen
- 1994: David sjunger för Saul
- 1995: Havets Stjerne
- 1995: Acantus
- 1996: Romancer
- 1998: Hymner

### Overig
- 1997: Vingefang (voor accordeon)
- 1997: Cellofan (voor cello solo)
- 2000: Fons flagrans
- 2008: Sigil (voor accordeon)